# زمان مردن (فیلم ۱۹۸۵)
زمان مردن (اسپانیایی: Tiempo de morir‎) یک فیلم درام به کارگردانی خورخه آلی تریانا است که در سال ۱۹۸۵ منتشر شد. فیلم‌نامهٔ این فیلم را گابریل گارسیا مارکز نگاشته بود. از بازیگران این فیلم می‌توان به رینالدو میراوایس و کارلوس باربوسا اشاره کرد.
این فیلم نمایندهٔ کشور کلمبیا در پنجاه و نهمین دوره جوایز اسکار جهت رقابت برای جایزه اسکار بهترین فیلم بین‌المللی بود که البته به فهرست نهایی راه نیافت.